# Miguel M. Delgado
Miguel Melitón Delgado Pardavé (né le 17 mai 1905 à Mexico - mort le 2 janvier 1994) est un réalisateur, scénariste et acteur de cinéma mexicain. 

## Biographie
Au cours de cinquante ans d'une carrière prolifique, Miguel M. Delgado a participé à plus de 150 films.

## Filmographie

### Comme réalisateur
- 1941 : El gendarme desconocido
- 1942 : Les Trois Mousquetaires
- 1942 : Mi viuda alegre
- 1943 : Doña Bárbara
- 1943 : El circo
- 1943 : Romeo y Julieta
- 1944 : Gran Hotel
- 1944 : Miguel Strogoff
- 1945 : El secreto de la solterona
- 1945 : Un día con el diablo
- 1945 : Una mujer que no miente
- 1946 : El puente del castigo
- 1946 : Las colegialas
- 1946 : Soy un prófugo
- 1947 : Vole, jeunesse ! (¡A volar joven!)
- 1947 : Todo un caballero
- 1947 : Una extraña mujer
- 1948 : El supersabio
- 1949 : El mago (es)
- 1950 : Cordon, s'il vous plaît
- 1950 : Mala hembra
- 1950 : Tú, solo tú (en)
- 1951 : Le Bagne des filles perdues
- 1951 : Le Cardinal (El cardenal)
- 1951 : El siete machos
- 1951 : Ella y yo
- 1951 : Menores de edad
- 1952 : El bombero atómico (es)
- 1952 : El fronterizo
- 1952 : Si yo fuera diputado (es)
- 1952 : Un principe de la iglesia
- 1953 : El señor fotógrafo (es)
- 1953 : La sexta carrera
- 1953 : Los solterones
- 1953 : Tu recuerdo y yo (es)
- 1954 : Caballero a la medida (es)
- 1954 : Cantando nace el amor
- 1954 : Chucho el Roto (es)
- 1954 : La gitana blanca
- 1955 : Abajo el telón (es)
- 1955 : Al diablo las mujeres
- 1955 : Estafa de amor (es)
- 1955 : La fuerza del deseo
- 1955 : Las viudas del cha cha cha
- 1955 : Pecado mortal
- 1956 : El fantasma de la casa roja
- 1956 : La doncella de piedra
- 1956 : No me platiques más
- 1956 : Orgullo de mujer
- 1957 : Asesinos en la noche
- 1957 : Camino del mal
- 1957 : Cielito lindo
- 1957 : El bolero de Raquel (es)
- 1957 : Grítenme piedras del campo
- 1957 : La mujer de dos caras
- 1957 : Los televisionudos
- 1958 : Carabina 30-30 (es)
- 1958 : Horas de agonía
- 1958 : Misterios de la magia negra
- 1959 : Bendito entre las mujeres (es)
- 1959 : El superflaco
- 1959 : El zarco
- 1959 : Mi caballo y yo mi niño
- 1959 : Pistolas de oro
- 1959 : Sábado negro
- 1959 : De haut en bas (es) (Sube y baja)
- 1960 : Bala de plata en el pueblo maldito
- 1960 : Bala de plata
- 1960 : De tal palo tal astilla
- 1960 : Dicen que soy hombre malo
- 1960 : Los pistolocos
- 1960 : Los resbalosos
- 1960 : Yo no me caso compadre
- 1961 : Casi casados
- 1961 : El analfabeto (es)
- 1961 : El Bronco Reynosa
- 1961 : El gato
- 1961 : Se alquila marido
- 1962 : Cazadores de asesinos
- 1962 : El extra (es)
- 1962 : Estoy casado, ja, ja
- 1962 : Los cinco halcones
- 1962 : Twist locura de la juventud
- 1962 : Vuelven los cinco halcones
- 1963 : Agente XU 777 (es)
- 1963 : El rey del tomate
- 1963 : Mi vida es una canción
- 1964 : El padrecito (es)
- 1964 : El revólver sangriento
- 1964 : Héroe a la fuerza
- 1964 : México de mi corazón
- 1965 : Cucurrucucú paloma
- 1965 : El rifle implacable
- 1965 : El señor doctor (es)
- 1965 : Guitarras lloren guitarras
- 1965 : Perdóname mi vida
- 1966 : ¡Viva Benito Canales!
- 1966 : Amor a ritmo de go go
- 1966 : Cargamento prohibido
- 1966 : Duelo de pistoleros
- 1966 : Los Sánchez deben morir
- 1967 : Caballos de acero
- 1967 : El asesino se embarca
- 1967 : El pistolero desconocido
- 1967 : Novias impacientes
- 1967 : Su excelencia
- 1968 : Bajo el imperio del hampa
- 1968 : Los amores de Juan Charrasqueado
- 1968 : Por mis pistolas (es)
- 1969 : Como perros y gatos
- 1969 : Un Quijote sin mancha (es)
- 1970 : Pancho Tequila
- 1971 : El profe (es)
- 1971 : Santo vs. la hija de Frankenstein
- 1973 : Santo y Blue Demon contra Drácula y el Hombre Lobo
- 1974 : Conserje en condominio (es)
- 1974 : La venganza de la Llorona
- 1974 : Santo y Blue Demon contra el doctor Frankenstein
- 1975 : Bellas de noche
- 1976 : El ministro y yo (es)
- 1977 : Bellas de noche 2
- 1977 : Chicas de alterne
- 1978 : El patrullero 777 (es)
- 1978 : No tiene la culpa el Indio
- 1978 : Oye Salomé!
- 1979 : El fayuquero
- 1979 : La sotana del reo
- 1979 : Los reyes del palenque
- 1980 : Mamá solita
- 1981 : Alla en la plaza Garibaldi
- 1981 : Noche de juerga
- 1982 : El barrendero (es)
- 1983 : Las vedettes
- 1984 : Entre ficheras anda el diablo - La pulquería 3
- 1986 : Mientras México duerme
- 1988 : Central camionera
- 1988 : El vergonzoso
- 1989 : Si mi cama hablara
- 1990 : A gozar, a gozar, que el mundo se va acabar

### Comme assistant-réalisateur
- 1934 : Corazón bandolero
- 1934 : Enemigos
- 1934 : Juárez y Maximiliano
- 1934 : La sangre manda
- 1936 : Vámonos con Pancho Villa
- 1937 : Bajo el cielo de México
- 1937 : Las mujeres mandan
- 1937 : Nostradamus
- 1938 : La zandunga
- 1938 : Mientras México duerme
- 1938 : Refugiados en Madrid
- 1939 : La casa del ogro
- 1940 : ¡Que viene mi marido!
- 1948 : Tarzan and the Mermaids

### Comme scénariste
- 1941 : El gendarme desconocido
- 1943 : El circo
- 1944 : Gran Hotel
- 1946 : Soy un prófugo
- 1946 : Las colegialas
- 1947 : Fantasía ranchera de Juan José Segura
- 1947 : Vole, jeunesse ! (¡A volar joven!)
- 1952 : El bombero atómico
- 1953 : Los solterones
- 1953 : El señor fotógrafo
- 1954 : Cantando nace el amor
- 1954 : La gitana blanca
- 1954 : Caballero a la medida
- 1955 : Al diablo las mujeres
- 1955 : Estafa de amor
- 1955 : La fuerza del deseo
- 1957 : Grítenme piedras del campo
- 1957 : El bolero de Raquel
- 1958 : Carabina 30-30
- 1959 : Sube y baja
- 1959 : Sábado negro
- 1960 : Los pistolocos
- 1961 : El analfabeto
- 1962 : El extra
- 1962 : Vuelven los cinco halcones
- 1963 : Agente XU 777
- 1964 : El padrecito
- 1965 : El señor doctor
- 1983 : Las vedettes

### Comme acteur
- 1933 : El tigre de Yautepec de Fernando de Fuentes
- 1934 : Enemigos de Chano Urueta
- 1934 : El compadre Mendoza de Juan Bustillo Oro et Fernando de Fuentes
- 1934 : ¿Quién mató a Eva? de José Bohr
- 1936 : Vámonos con Pancho Villa de Fernando de Fuentes